# ゴドリッチ
ゴドリッチ（英語: Town of Goderich、発音：[God-rich, God-er-ich]）はカナダのオンタリオ州中西部、ヒューロン郡に位置する都市。ヒューロン湖の東岸に面している。

## 歴史
1827年、ウィリアム・ダンロップ（William "Tiger" Dunlop）によって町は築かれ、1828年、元英国首相である初代ゴドリッチ子爵フレデリック・ジョン・ロビンソンの名から名付けられた。1850年に町制が敷かれた。
エリザベス2世がカナダを訪問した際、この町を「カナダで最も美しい街（"The Prettiest Town in Canada"）」と表したことから、その後、観光業が重要な産業へと成長した。

## 観光
- ザ・スクエア （The Square）
  - ヒューロン郡裁判所を中心とした八角形のユニークな環状交差点。
- ヒューロン刑務所史跡（Huron Historic Gaol）
  - 1842年に築かれたユニークな形をした八角形の建物があり、1842年から1972年までヒューロン郡の刑務所として使われていた。1972年に博物館となり、刑務所は別の施設へと移された。

## 交通

### 空港
- ゴドリッチ空港（Goderich Airport、通称：スカイハーバー空港）

## 姉妹都市
- ベイシティ （アメリカ ミシガン州）